# Orquesta Filarmónica de la Radio de los Países Bajos

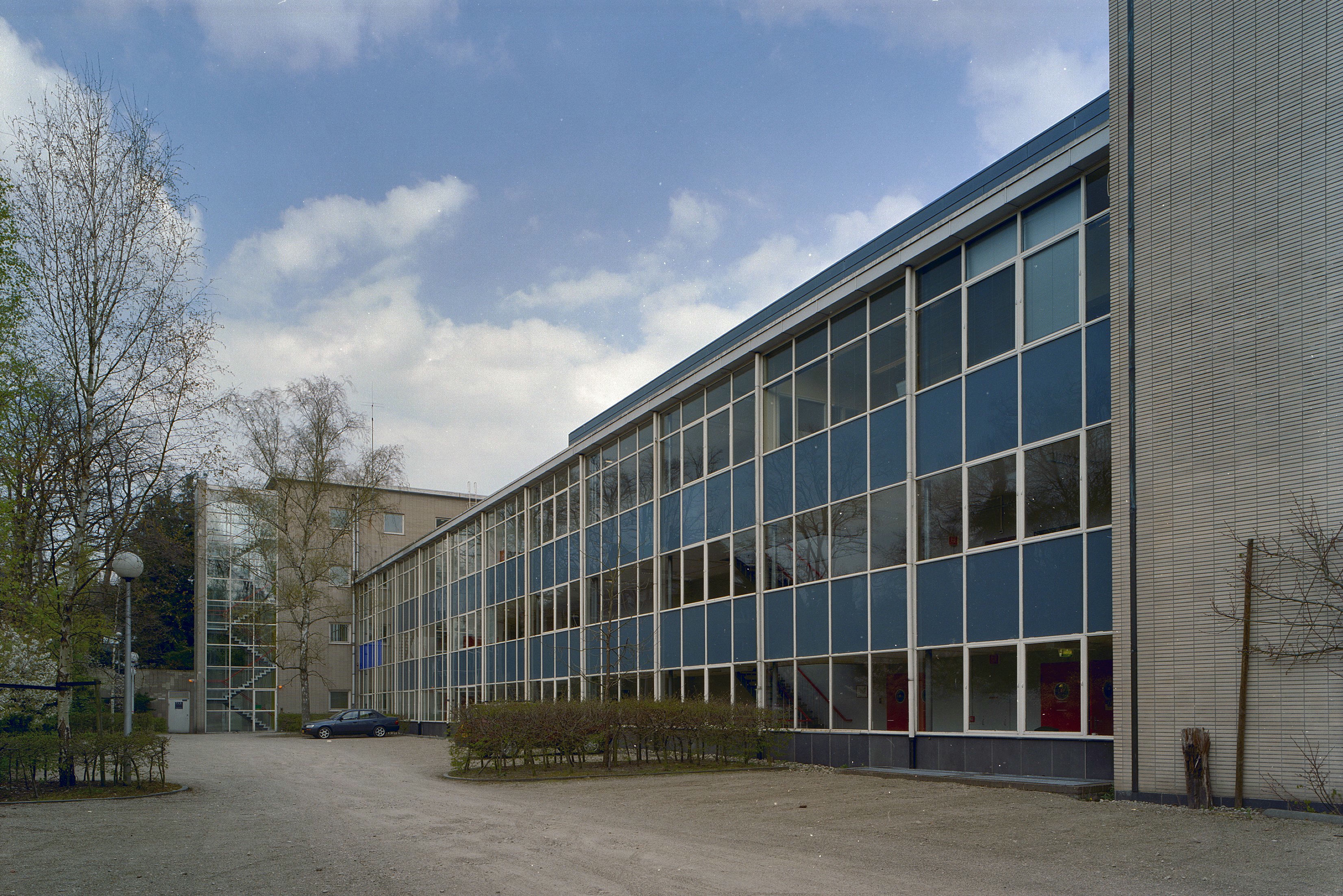
Sede de la Orquesta Filarmónica de la Radio de los Países Bajos

La Orquesta Filarmónica de la Radio de los Países Bajos (en neerlandés: Radio Filharmonisch Orkest; abrev. RFO) es una orquesta de radio neerlandesa, con sede en Hilversum. La RFO actúa bajo los auspicios del Muziekcentrum van de Omroep (Broadcasting Music Center; NMBC), una organización que agrupa a los departamentos de música de las diversas asociaciones de radiodifusión afiliadas a Nederlandse Publieke Omroep (Radiodifusión Pública Neerlandesa).
La RFO actúa en NPO Radio 4 y ofrece conciertos públicos en Ámsterdam y Utrecht. También ha servido como orquesta para producciones en De Nederlandse Opera. Los programas de la RFO los decide el Muziekcentrum antes mencionado, en lugar de hacerlo directamente la dirección de la orquesta y el director en jefe. El gerente actual de la RFO es Wouter den Hond.

## Historia
Albert van Raalte fundó la orquesta en 1945 y fue su primer director titular. Entre los directores principales anteriores se encuentran Paul van Kempen, Bernard Haitink, Jean Fournet, Willem van Otterloo, Hans Vonk y Sergiu Comissiona. Edo de Waart fue director principal de la RFO de 1989 a 2004 y ahora es su director emérito. Jaap van Zweden fue director principal y director artístico de la RFO de 2005 a 2012, y ahora tiene el título de honorair gastdirigent (director invitado honorario o director invitado principal). En agosto de 2010, la RFO anunció el nombramiento de Markus Stenz como su octavo director principal, comenzando en la temporada 2012-2013, con un contrato inicial de tres años.
En octubre de 2010, el gobierno holandés de coalición anunció planes para la eliminación total de fondos del Muziekcentrum van de Omroep para el año 2012, con la amenaza potencial de la disolución de la RFO. Después de las protestas, la ministra holandesa de Educación, Cultura y Ciencias, Marja van Bijsterveldt, anunció en diciembre de 2010 una restauración parcial de los fondos a la NMBC a un nivel de 12 a 14 millones de euros. En diciembre de 2012, la RFO nombró a Bernard Haitink como su patrocinador, luego de su defensa de la orquesta a raíz de la propuesta de retirada de fondos.
Stenz concluyó su mandato como director principal de la RFO en 2019. El actual director invitado principal de la RFO es James Gaffigan, desde 2011. Su contrato de RFO como director invitado principal se extendió recientemente hasta 2022.
En marzo de 2018, Karina Canellakis dirigió por primera vez como invitada la RFO, con conciertos en Utrecht y Ámsterdam. Sobre la base de estos conciertos, la RFO anunció en mayo de 2018 el nombramiento de Canellakis como su próxima directora titular, a partir de la temporada 2019-2020, con un contrato inicial de cuatro años. Canellakis es la primera directora femenina en ser nombrada directora principal de la RFO. La RFO es la primera orquesta neerlandesa en nombrar a una directora como su directora principal.  En septiembre de 2021, la RFO anunció la extensión del contrato de Canellakis como directora principal hasta julio de 2027. 

## Directores principales
- Albert van Raalte (1945-1949)
- Paul van Kempen (1949-1955)
- Bernard Haitink (1957-1961)
- Jean Fournet (1961-1978)
- Hans Vonk (1978-1979)
- Sergiu Comissiona (1982-1989)
- Edo de Waart (1989-2004)
- Jaap van Zweden (2005-2012)
- Markus Stenz (2012-2019)
- Karina Canellakis (2019-presente)